# 20 août 1912
Le mardi 20 août 1912 est le 233e jour de l'année 1912.

## Naissances
- Bob Swanson (mort le 12 juin 1940), pilote automobile américain
- Guy Chauliac (mort le 7 mai 2005), militaire français
- Jacques Lacarin (mort le 4 juin 2009), personnalité politique française
- John Lerew (mort le 22 février 1996), pilote et militaire australien
- Niyazi (mort le 2 août 1984), compositeur, chef d’orchestre et auteur de la musique pour le cinéma azerbaïdjanais
- Risto Lindroos (mort le 1 avril 1976), joueur de hockey sur glace finlandais
- Samuel Rubio (mort le 15 mars 1986), musicologue espagnol

## Décès
- József Samassa (né le 30 septembre 1828), prélat catholique
- Rudolf Hoernes (né le 7 octobre 1850), paléontologue autrichien
- William Booth (né le 10 avril 1829), fondateur et général de l'Armée du salut